# Cunhinga
Cunhinga, também grafada como Kunhinga, é uma cidade e município da província do Bié, em Angola.
Tem 1 509 km² e cerca de 69 mil habitantes. É limitado a norte pelos municípios de Andulo e Nharea, a leste pelo município de Catabola, a sul pelos municípios de Cuíto e Chinguar, e a oeste pelos municípios do Bailundo e Mungo.
O município é constituído pela comuna-sede, correspondente à cidade de Cunhinga, e pela comuna de Belo Horizonte.
Até 1975 a vila chamava-se "Vouga".